# Wade Smith
Wade Leon Smith (Dallas, 26 aprile 1981) è un giocatore di football americano statunitense che ha giocato nel ruolo di offensive lineman per i Seattle Seahawks della National Football League (NFL). Fu scelto nel corso del terzo giro (78º assoluto) del Draft NFL 2003 dai Miami Dolphins. Al college ha giocato a football all’Università di Memphis.

## Carriera professionistica
Smith fu scelto nel corso del terzo giro del Draft 2003 dai Miami Dolphins. Nella sua stagione da rookie giocò tutte le 16 gare stagionali come titolare. Dopo aver accumulato solo sei presenze nelle successive tre stagioni passò ai New York Jets in cui giocò 21 partite in due anni, mai però come titolare. Nel 2008 si trasferì ai Kansas City Chiefs dove rimase per due stagioni, saltando una sola gara e giocando 16 volte dall'inizio.
La svolta della carriera di Smith fu quando passò agli Houston Texans nel 2010. Per le quattro stagioni successive non saltò una sola partita come titolare e nel 2012 fu convocato per il suo primo Pro Bowl.
Il 4 agosto 2014, Smith firmò coi Seattle Seahawks.

## Palmarès
- Convocazioni al Pro Bowl: 1

2012
- PFWA All-Rookie Team - 2003

## Statistiche
| Partite totali             | 138 |
| Partite totali da titolare | 98  |
| Fumble recuperati          | 3   |

Statistiche aggiornate alla stagione 2013